# 9769 Nautilus
9769 Nautilus è un asteroide della fascia principale. Scoperto nel 1993, presenta un'orbita caratterizzata da un semiasse maggiore pari a 2,2382851 UA e da un'eccentricità di 0,1137269, inclinata di 6,49461° rispetto all'eclittica.